# Salix anticecrenata
Salix anticecrenata ist ein niedriger, kissenförmiger Strauch aus der Gattung der Weiden (Salix) mit etwa 1,5 Zentimeter langen Blattspreiten. Das natürliche Verbreitungsgebiet der Art liegt in Nepal und China.

## Beschreibung
Salix anticecrenata bildet kissenförmige, wenige Zentimeter hohe Sträucher. Die Laubblätter haben einen etwa 1 Millimeter langen Stiel. Die Blattspreite ist etwa 1,5 Zentimeter lang, 0,7 Zentimeter breit, elliptisch oder verkehrt-eiförmig-elliptisch, spitz, mit keilförmiger Blattbasis und entfernt gekerbtem Blattrand. Beide Blattseiten sind beinahe kahl, die Oberseite ist grün und etwas runzelig, die  Unterseite grünlich. Es werden vier Nervenpaare gebildet.
Als Blütenstände werden an den Zweigenden wachsende, elliptisch-kopfige Kätzchen aus fünf bis sechs Blüten gebildet. Die Tragblätter sind meist rundlich und beinahe so lang wie die Staubfäden, mehr oder weniger häutig, kahl, spärlich bewimpert und dreiadrig. Männliche Blüten haben eine adaxial und eine abaxial gelegene Nektardrüse. Die zwei Staubblätter sind 2 bis 2,5 Millimeter lang, unverwachsen und kahl. Die Staubbeutel sind gelb und elliptisch. Weibliche Blüten haben eine adaxial gelegene Nektardrüse. Der Fruchtknoten ist 1,3 bis 1,5 Millimeter lang, schmal eiförmig, kahl und kurz gestielt. Der Griffel ist kurz und zweispaltig, die Narbe zweilappig. Die Blüten erscheinen mit oder nach dem Laubaustrieb.

## Vorkommen und Standortansprüche
Das natürliche Verbreitungsgebiet liegt auf Berghängen in 3300 bis 4200 Metern Höhe in Nepal, im Nordwesten der chinesischen Provinz Yunnan, im Westen von Sichuan und im Tibet.

## Systematik
Salix anticecrenata ist eine Art aus der Gattung der Weiden (Salix) in der Familie der Weidengewächse (Salicaceae). Dort wird sie der Sektion Lindleyanae zugeordnet. Sie wurde 1975 von Arika Kimura erstmals wissenschaftlich beschrieben. Der Gattungsname Salix stammt aus dem Lateinischen und wurde schon von den Römern für verschiedene Weidenarten verwendet.

## Nachweise